# Отти, Аллан
Аллан Тиммой Отти (англ. Allan Thimmoy Ottey; родился 18 декабря 1992 года в Лондон, Англия) — ямайский футболист, нападающий «Монтего-Бей Юнайтед» и сборной Ямайки.

## Клубная карьера
Отти начал карьеру выступая в клубе «Монтего-Бей Юнайтед». В 2011 году он дебютировал за клуб в чемпионате Ямайки. 4 декабря в матче против «Уотерхауса» Аллан забил свой первый гол за «Юнайтед». В 2014 году Отти помог клубу выиграть чемпионат.

## Международная карьера
В 2011 году в составе молодёжной сборной Ямайки Аллан принял участие в молодёжном кубке КОНКАКАФ. На турнире он сыграл в матчах против команд Гватемалы и Гондураса.
Летом 2015 года Отти попал в заявку сборной Ямайки на участие в Кубке Америки в Чили. На турнире он был запасным и на поле не вышел. В том же году Аллан принял участие в Золотом кубке КОНКАКАФ. Весь турнир он также провёл на скамейке запасных. 13 октября 2015 года Отти дебютировал в составе национальной сборной Ямайки, выйдя на замену в самом конце товарищеского матча со сборной Южной Кореи.
Летом 2016 года Отти принял участие в Кубке Америки в США. На турнире он был запасным и на поле не вышел.

## Достижения
Командные
 «Монтего-Бей Юнайтед»
- Чемпионат Ямайки по футболу — 2013/2014

Международные
 Ямайка
- Карибский кубок — 2014
- Золотой кубок КОНКАКАФ — 2015